# Hvidovre Vandtårn
Hvidovre Vandtårn er et vandtårn opført i 1937 beliggende i Hvidovre. Tårnet er lavet af beton og er udformet som en cylinder med en mindre, cylinderformet top dækket af et kuppelformet kobbertag. Soklen er lavet af kampesten.
Tårnet benyttes stadig som vandtårn, men er nu yderligere indrettet med to klatrevægge, som primært benyttes af ungdomsskoler og andre institutioner. Ideen til dette blev introduceret af politiassistent Anton Dalsgaard i 1993.
En række radioamatører har endvidere siden 1978 haft en repeater på toppen af tårnet.